# Vertolaye
Vertolaye é uma comuna francesa na região administrativa de Auvérnia-Ródano-Alpes, no departamento Puy-de-Dôme. Estende-se por uma área de 10,68 km². Em 2010 a comuna tinha 542 habitantes (densidade: 50,7 hab./km²).